# Etnografia comunei Hudești, Botoșani
Acest articol dezvoltă o secțiune Etnografia comunei Hudești a articolului principal, Comuna Hudești, Botoșani.
Cercetarea etnografică asupra comunei Hudești definește tipurile de așezări omenești, gospodării și locuințe, ocupații și meșteșuguri practicate de locuitori. Ca urmare se desprinde concluzia că satele comunei se aliniază tipului de așezare adunată, care este specifică zonelor în care predomină relieful de podiș, unde se găsesc case și anexe, distanțate între ele, în jurul cărora se află grădini, culturi de viță de vie sau livezi de pomi fructiferi, așa cum este descrisă gospodăria în specificul locuințelor moldovenești.
În conformitate cu numeroasele descoperiri arhelogice care s-au făcut în zona administrată de comuna Hudești, s-a constatat existența unei populații care a trăit de milenii pe aceste locuri. Informațiile sunt de cele mai multe ori lapidare sau lipsesc cu desăvârșire pentru unele perioade de timp, așa cum sunt epoca bronzului și epoca fierului. Din epoca feudală s-au identificat unele date despre locurile și satele din Hudești, însă ele nu sunt suficiente și nici nu se poate stabili care este gradul lor de obiectivitate. Baza de dezvoltare economico-socială a constituit-o agricultura și într-o anumită măsură creșterea animalelor.

## Așezarea tradițională

### Tipologia așezării
Cercetarea etnografică asupra comunei Hudești definește tipurile de așezări omenești, gospodării și locuințe, ocupații și meșteșuguri practicate de locuitori. Ca urmare se desprinde concluzia că satele comunei se aliniază tipului de așezare adunată, care este specifică zonelor în care predomină relieful de podiș, unde se găsesc case și anexe, distanțate între ele, în jurul cărora se află grădini, culturi de viță de vie sau livezi de pomi fructiferi, așa cum este definită gospodăria în specificul locuințelor moldovenești. Ion Ionescu de la Brad a menționat faptul că sătenii din Vatra și Alba au casele înconjurate de livezi și pomi fructiferi. Accesul spre fiecare proprietate  se face pe drumuri principale sau secundare. Locuințele erau caracterizate de casele ridicate pe furci de stejar și brâie realizate din ulm și îngrădiri verticale din nuiele de aceeași esență. Ele erau lipite cu lut, respectiv argilă și paie.

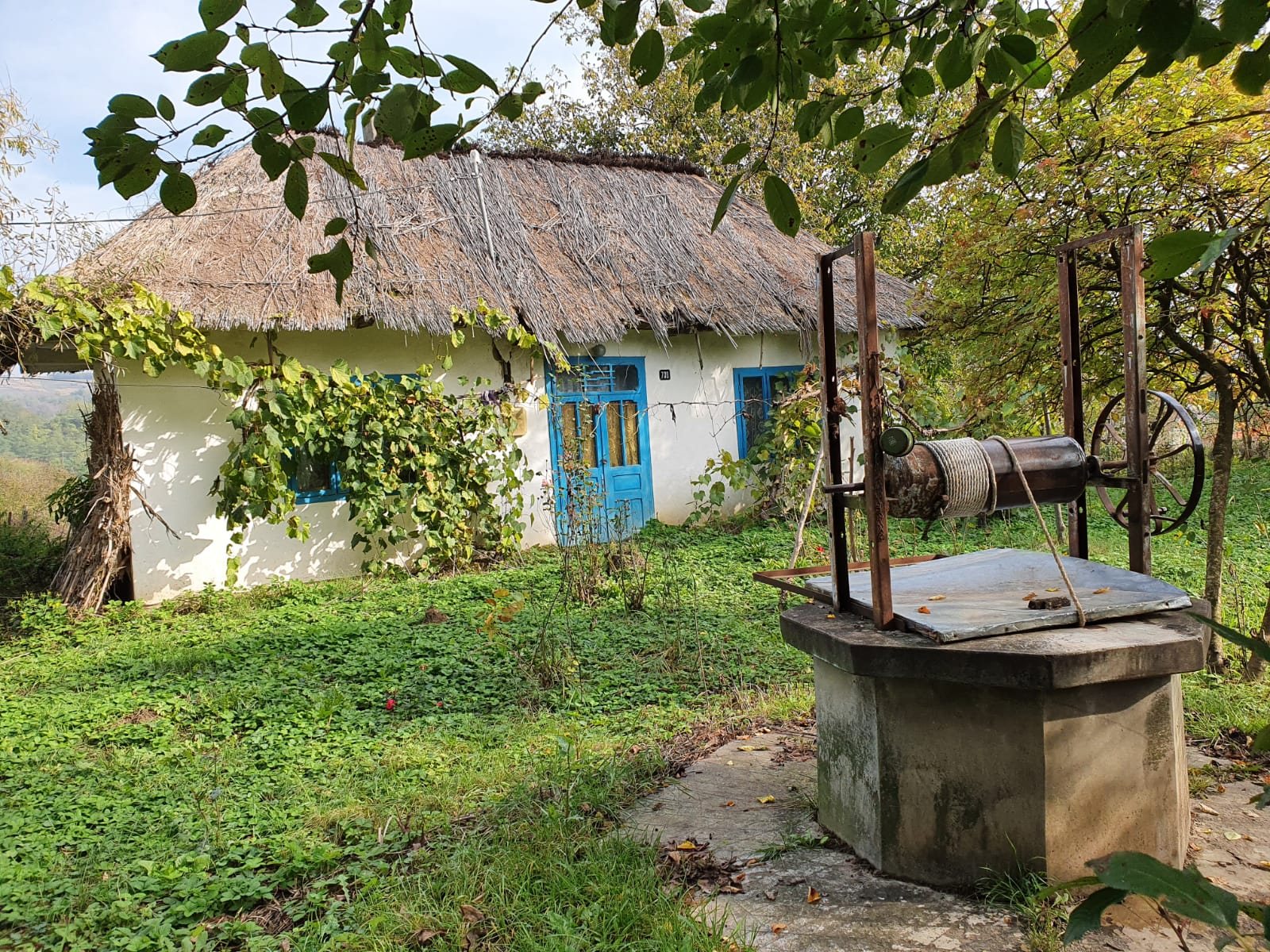
Casă tradițională părăsită

Primele sate  care s-au format pe teritoriul comunei au fost Vatra, Hudești ( Lupeni ), Mlenăuți și Bobeștii de Jos. Au fost așezări mici cu un număr redus de familii în apropierea caselor stăpânilor și a moșiilor acestora. Familiile nou întemeiate și-au făcut locuințele mai departe de casele părinților, acolo unde au găsit terenuri agricole mai bune. Astfel s-au format noi grupuri de case pe baza cărora s-au format  noile sate Bașeu, Cuzoaia, Lișna Nouă și Podiș. Bobeștii de Jos a fost desființat de proprietarul moșiei și mutat pe locul unde este astăzi satul Alba. Unii locuitori ai Bobeștilor s-au relocat la Concești, Vatra și Hudești. Informațiile provenite din tradiția orală spun că locuitorii aceștia fiind în mijlocul moșiei aduceau pagube moșierului și acesta pentru a rezolva situația le-ar fi dat locuri de casă către pădure și altora prin alte locuri. Bătrânii satului au spus că problema nu ar fi fost rezolvată și pagubele s-au mutat la pădure. O confirmare a acestor informații o aduce faptul că satul Alba este singurul din zonă în care locuitorii au astăzi în posesie terenuri agricole acolo unde a fost vechiul sat.
O dată cu creșterea demografică a apărut necesitatea construirii de drumuri și apoi cea a împrejmuirii grădinilor și caselor cu garduri din bețe de răsărită ( floarea soarelui ), stuf sau nuiele. În Vatra, o parte din Hudești și Mlenăuți, construirea drumurilor s-a făcut în funcție de locurile unde erau ridicate casele, aceasta fiind explicația faptului că drumurile sunt întortocheate, practic văzându-se cu ochiul liber lipsa sistematizării. Prin comparație, în satele mai noi drumurile sunt drepte. În această zonă, similar cu alte zone din România, exista obiceiul umblatului prin grădini, asta pentru că în perioadele ploioase ale anului drumurile erau impracticabile din cauza solului argilos, drumurile nefiind pietruite. Ca să ajungă la Dorohoi, Darabani sau Cernăuți, locuitorii mergeau pe jos dus - întors, iar pentru distanțe mai mici foloseau uneori carul cu boi.
Dacă după Al Doilea Război Mondial „... odată cu căderea nopții, vechile sate hudeștene erau cuprinse de întunericul cel fără de margini și doar ici-colo se zărea în depărtare câte o lampă dacă nu cumva vreun opaiț cu seu de animale...”, „... călătorul care trece astăzi [ în 2010, n. r. ] pe ulițele satului poate vedea case noi și arătoase, acoperite cu tablă sau țiglă, model italian sau spaniol și multe case vechi, acoperite cu stuf, în care mai locuiește un bătrân sau bătrânică, dar cele mai  multe sunt pustii... Opincile și traista au ajuns la muzeu... Satul moare, dar nu se predă”.

### Gospodăria tradițională

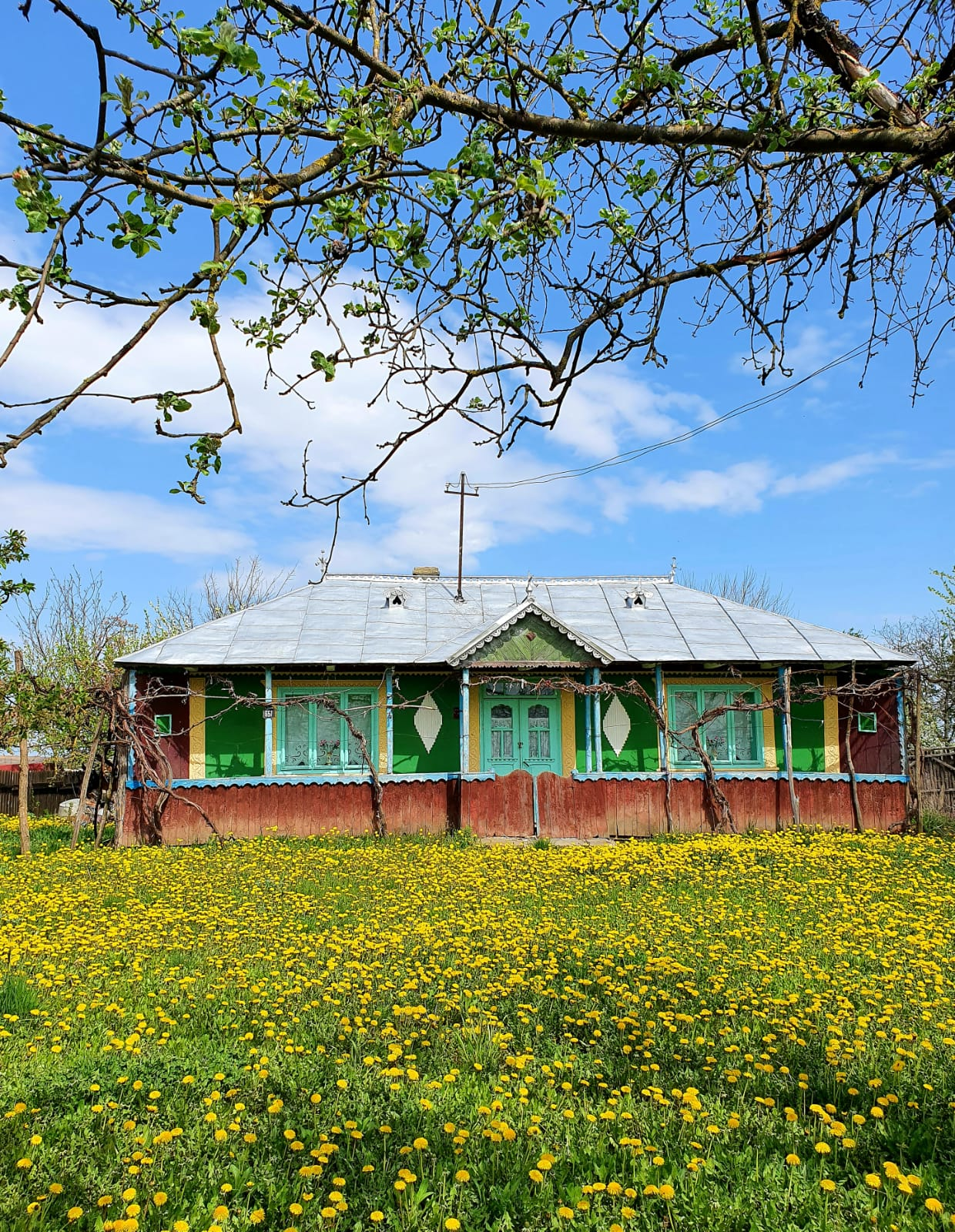
Casă tradițională cu două camere

Începând de la mijlocul secolului al XX-lea au început să se construiască case de chirpici cu acoperișuri în două ape, indiferent de tipul structurii de rezistență. Acoperișul era ridicat pe grinzi de căpriori și leațuri peste care se puneau straturi succesive de paie sau stuf și pământ, mai târziu rolul acestora fiind preluat de șindrila din lemn de brad. Părțile laterale ale casei aveau paravane de protecție. Accesul în locuință se făcea prin intermediul unui cerdac sau verandă, apoi se intra în tinda lipsită de plafon, nepodită, chiar dacă rolul ei era și de păstrare a unor obiecțe din gospodărie. De aici se intra pe dreapta și pe stânga în cele două camere ( odăi ) ale casei. Camera cea mare ( cas' cea(i) mare ) era destinată oaspeților și cea mică ( casa mică ) era folosită și ca bucătărie, dar și ca odaie de locuit. Din acest motiv era prevăzută cu un cuptor de vatră, cu un horn în spate, și o sobă. Veranda și cerdacul aveau la bază prispa de pământ bătut în care erau fixați stâlpii de susținere ai acoperișului. Trebuie menționat și faptul că podelele din casa mare și casa mică erau în trecut făcute din pământ bătut uns cu argilă și baligă de bovine. Cu timpul s-au introdus podelele din scândură de brad și mai apoi din stejar.
Casa țărănească avea de obicei o încăpere alipită, o prelungire care se întindea pe toată lungimea locuinței sau doar pe spatele și partea laterală a casei mici. Această anexă purta denumirea de prelipcă și servea de obicei ca adăpost pentru animale, ca magazie sau ca șopron. La o distanță de circa 8 - 10m de casă se construia o altă anexă - grajdul sau șura. Locuitorii din aceste locuri o numeau Hâj în mod similar cu o mare parte dintre bucovineni. Intrarea în grajd se realiza prin lateralul construcției. Aici își adăposteau țăranii animalele în zilele friguroase și în perioada anotimpului rece. Hâjul era adesea compartimentat cu două camere - una care era folosită ca bucătărie de vară și una ca spațiu pentru animale. În podul șurii era depozitat fânul și cereale pentru hrănirea animalelor.
Gospodăriile țărănești erau din cele mai vechi timpuri formate din casa de locuit, șura, sâsâiacul pentru porumb, poiata pentru păsări și mai rar cotețul porcului. Casele nu aveau temelie, ele erau îngropate direct în pământ. Aveau  una sau două camere și o tindă, sau casele într-un singur perete, o singură cameră și o tindă. În astfel de case trăia de obicei o familie numeroasă cu cinci sau șase copii. Acoperișul era înalt fiind acoperit cu paie de secară, mai rar cu stuf. Prispele erau mari și late și ușa de intrare era confecționată din scânduri cu încuietori din lemn. Ferestrele aveau ochiurile mici din sticlă, prinse direct în lutul peretelui. Vatra de pământ era amplasată în camera de locuit unde era și cuptorul și lavița de scânduri. Focul se făcea cu ciocani de strujeni și paie sau bețe de răsărită. Fumul ieșea prin cahlă direct în podul casei sau în tindă. În zilele cu moloșag, fumul umplea tinda și intra și în camera de locuit. Focul cu lemne se făcea doar de sărbători. Pe cuptor dormea femeia cu copiii cei mai mici sau bătrânii. Cotruța era lângă sobă, acolo se țineau strachinile din lut ars și lingurile.
Cine intra în anii 60 - 70 ai secolului al XX-lea într-o casă țărănească vedea că totul era făcut din lemn. Patul era alcătuit din două capre și câteva scânduri, fiind acoperit cu o saltea din paie de ovăz peste care era pus un covor țărănesc de lână ( lăicer ). Masa era joasă și rotundă, sprijinită pe picioare scurte. În jurul ei erau scăunașe la fel de joase. Prin prejur se vedeau lavița ( laița ) și blidarul, fusele și furca de tors, legănuțul pentru copii și războiul de țesut. Lângă el se găseau toate ustensilele necesare țesătoriei. Lângă un perete stătea lada de zestre, făcălețul ( culișer ) pentru mămăligă, covățica ( chersân ) pentru făină, scafa pentru pisat usturoiul, sărărița, linguri de paltin sau de plop, polonice, toiagul de corn sau carpen și pe grindă, drugul de lemn pentru blocarea ușii. Cei mai înstăriți aveau și beciuri ( zemnice ) unde țineau  butoaiele de vin și teascurile cu șurub din lemn de esență tare. Afară, în grădină, țineau aracii de vie ( hărăgii ) și leasa de uscat prunele ( o împletitură de nuiele în formă de grătar, de coș, de gard ).